# Folketingsvalget 2019 i Grønland
Folketingsvalget 2019 i Grønland var en del af folketingsvalget 2019. Ved valget blev der i Grønland valgt 2 af de 179 medlemmer i det danske Folketing. Valget blev afholdt den 5. juni 2019.

## Valgregler
Valget ledes af Rigsombudsmanden i Grønland, som også fastsætter valgdatoen.

### Valgret
Man kan stemme til Folketingsvalget hvis man har dansk indfødsret, er fyldt 18 år og bor i det danske rige, medmindre man er umyndiggjort. Vælgere som bor i Grønland, stemmer ved valget i Grønland.
Vælgere som tidligere har boet i Grønland, men som ved valget bor midlertidigt uden for det danske rige, kan også stemme ved folketingsvalget i Grønland i nogle tilfælde. Rigsombudsmanden træffer afgørelse om betingelserne for stemmeret i Grønland er opfyldt. Personer fra Grønland som midlertidigt bor i Danmark eller på Færøerne, skal stemme ved Folketingsvalget i Danmark henholdsvis på Færøerne.

### Partier og kandidater
Til folketingsvalget i Grønland kan opstille kandidater for partier som er repræsenteret i det grønlandske parlament, Inatsisartut, samt kandidater uden for partierne. Partier som ikke er i Inatsisartut, kan ikke stille op, men kandidater uden for partierne kan gå sammen i kandidatforbund. Partierne i Inatsisartut skal godkende kandidater som stiller op for partiet. Kandidater uden partierne skal have mindst 100 stillere.
Kandidater til Folketingsvalget 2019 skulle anmeldes senest 25. maj 2019 kl. 12.00.
Ved det sidste valg til Inatsisartut 2018 blev der indvalgt 7 partier, som derfor er opstillingsberettigede til folketingsvalget 2019. De er:
- Siumut (9 mandater)
- Inuit Ataqatigiit (8 mandater)
- Demokraterne (6 mandater)
- Partii Naleraq (4 mandater)
- Atassut (2 mandater)
- Samarbejdspartiet (1 mandat)
- Nunatta Qitornai (1 mandat)

Alle syv partier stiller op, og der er ingen kandidater uden for partierne.

### Opgørelse
Folketingsvalget i Grønland opgøres efter d'Hondts metode: Stemmetallene for hvert parti, kandidatforbund og kandidat som ikke tilhører noget parti eller kandidatforbund deles med 1 og 2, og de to største kvotienter giver valg til partiet, kandidatforbundet eller kandidaten. Det vil i praksis sige at det største parti får begge mandater hvis det har fået mere end dobbelt så mange stemmer som det næststørste parti, og ellers får de to største partier et mandat hver.[kilde mangler]

## Resultat
| Parti             | Folketingsvalget 2015 | Folketingsvalget 2015 | Folketingsvalget 2015 | Folketingsvalget 2019 | Folketingsvalget 2019 | Folketingsvalget 2019 | +/-    | +/-      |
| Parti             | Stemmer               | %                     | Mandater              | Stemmer               | %                     | Mandater              | %      | Mandater |
| ----------------- | --------------------- | --------------------- | --------------------- | --------------------- | --------------------- | --------------------- | ------ | -------- |
| Inuit Ataqatigiit | 7.914                 | 39,2 %                | 1                     | 6.881                 | 33,4 %                | 1                     | -4,9 % | Uændret  |
| Siumut            | 7.854                 | 38,9 %                | 1                     | 6.058                 | 29,4 %                | 1                     | -8,6 % | Uændret  |
| Demokraterne      | 1.852                 | 9,2 %                 | 0                     | 2.262                 | 11,0 %                | 0                     | +2,0 % | Uændret  |
| Atassut           | 1.528                 | 7,6 %                 | 0                     | 1.099                 | 5,3 %                 | 0                     | -2,1 % | Uændret  |
| Partii Naleraq    | 1058                  | 5,2 %                 | 0                     | 1.565                 | 7,6 %                 | 0                     | +2,5 % | Uændret  |
| Samarbejdspartiet | nyt parti             | nyt parti             | nyt parti             | 520                   | 2,5 %                 | 0                     | +2,5 % | Uændret  |
| Nunatta Qitornai  | nyt parti             | nyt parti             | nyt parti             | 1.616                 | 7,8 %                 | 0                     | +7,8 % | Uændret  |

I Grønland fik venstrefløjspartierne Inuit Ataqatigiit med 33,4 % og Siumut med 29,4 % af stemmerne igen et mandat hver i Folketinget selvom begge partier gik noget tilbage i forhold til folketingsvalget 2015. Aaja Chemnitz Larsen fra Inuit Ataqatigiit blev genvalgt til Folketinget med 5.686 personlige stemmer. Det vil sige at 27,8 % af alle gyldige stemmer gik til Aaja Chemnitz Larsen. Aki-Matilda Høegh-Dam fra Siumut fik det andet mandat. Hun fik 3.467 personlige og overtager Aleqa Hammonds mandat. Aleqa Hammond var også valgt for Siumut, men skiftede efter folketingsvalget 2015 til Nunatta Qitornai.

### Flest personlige stemmer
| Nr. | Kandidat              | Parti             | Stemmer |
| --- | --------------------- | ----------------- | ------- |
| 1   | Aaja Chemnitz Larsen  | Inuit Ataqatigiit | 5.686   |
| 2   | Aki-Matilda Høegh-Dam | Siumut            | 3.467   |
| 3   | Aleqa Hammond         | Nunatta Qitornai  | 1.607   |
| 4   | Nivi Olsen            | Demokraterne      | 1.600   |
| 5   | Jens-Erik Kirkegaard  | Siumut            | 1.158   |
| 6   | Pele Broberg          | Partii Naleraq    | 863     |
| 7   | Bentiaraq Ottosen     | Atassut           | 810     |
| 8   | Ineqi Kielsen         | Siumut            | 806     |
| 9   | Sofia Geisler         | Inuit Ataqatigiit | 683     |
| 10  | Kuno Fencker          | Partii Naleraq    | 455     |